# つうかあ (アニメ)
『つうかあ』（TWOCAR RACING SIDECAR）は、SILVER LINK.制作による日本のオリジナルテレビアニメ作品。2017年10月より12月までTOKYO MXほかにて放送された。
SILVER LINK.の10周年記念作品。サイドカーレーシング（レーシングニーラーF2）を題材としており、レーシングニーラー大会のエキシビションレースに臨む宮田ゆりと目黒めぐみの活躍を描く。

## ストーリー
三宅島で「女子高校レーシングニーラー全国大会」が開催される。地元の三宅女子高等学校の宮田ゆりと目黒めぐみはじめ、全国から集まった女子レーサーたちはマン島TTレース出場権を賭けた優勝を目指して走り出す。
本選に先立って行われたエキシビジョンレースでは三宅女子の明日葉丸がトップでゴールする。しかしレースを終えたゆりとめぐみは突然相手にパンチを繰り出しクロスカウンターで倒れる。二人は側車部コーチの棚橋を巡る恋のライバルでもあった。
棚橋コーチはマン島に移住していたが、全国大会を見に三宅島に帰っていた。その傍らには婚約者のベティ・バーチャルがいた。エキシビジョンレースが終わった夜、ゆりとめぐみは成り行きでバーチャル姉妹とレース対決をするが、あっさり敗北。翌日、予選に出場した明日葉丸はレース途中でクラッシュ、めぐみは左足を痛めてしまう。三宅女子は最下位となるが、棚橋コーチはドライバーとパッセンジャーを入れ替えることを提案する。
本選で最後方からのスタートになった明日葉丸は前の車に全く追いつけず、途中から雨も降りだす。車を止めたゆりとめぐみは口論から殴り合いになるが、レースが好きという気持ちを思い出す。雨が上がり、レースが再スタートすると明日葉丸は他校を次々追い抜き優勝する。ゆりとめぐみは、喧嘩しながらも棚橋コーチにお礼の言葉を述べるのだった。

## 登場人物

### 東京都立 三宅女子高校

#### 側車部
宮田ゆり（みやた ゆり）
声 - 古賀葵
本作の主人公の1人。ドライバー担当。めぐみとは家が隣同士の親友で幼馴染。めぐみ共々側車部コーチの棚橋に好意を抱き、それ以来めぐみと喧嘩ばかりするようになるが、仲そのものは険悪ではない似た者同士である。めぐみ共々バーチャル姉妹のベティのファン。棚橋がベティと婚約している事を知り、めぐみ共々失恋してしまう。めぐみ共々ベティに棚橋の短所を散々言い棚橋を馬鹿にした事で彼女の怒りを買い、バーチャル姉妹とレースをする事になるが、バーチャル姉妹に敗北してしまう。そして、めぐみ共々「自分は何の為にマン島TTレース出てるのか？」と悩み出し、レース中に事故を起こす。洋風民宿「暁」の娘で、料理も手伝っている。
目黒めぐみ（めぐろ めぐみ）
声 - 田中あいみ
本作の主人公の1人。パッセンジャー担当。ゆりとは家が隣同士の親友で幼馴染。ゆり共々棚橋に好意を抱き、それ以来ゆりと喧嘩ばかりするようになるが、仲そのものは険悪ではない似た者同士である。ゆり共々ベティのファン。棚橋がベティと婚約している事を知り、ゆり共々失恋してしまう。ゆり共々ベティに棚橋の短所を散々言い棚橋を馬鹿にした事で彼女の怒りを買い、バーチャル姉妹とレースをする事になるが、バーチャル姉妹に敗北してしまう。そして、ゆり共々「自分は何の為にマン島TTレース出てるのか？」と悩み出し、レース中に事故を起こす。温泉付き旅館「みつわ旅館」の娘。
島津むつき（しまづ むつき）
声 - 齋藤彩夏
メカニック担当。おとなしい性格をしているが、一人で一晩でニーラーのブレーキ系の大改造を完了させる能力を持つ。
棚橋（たなはし）
声 - 三木眞一郎
側車部コーチ。ゆりとめぐみの情熱に刺激を受け、自分に教えるものは無いとしてマン島TTレースの優勝を目指してマン島への移住を表明する。演出上、第8話まで首から上は映らないようにされていた。ゆりとめぐみに好意を抱かれているがそのことを知らないまま、マン島TTレース終了後にはベティと婚約したことを明かす。そして次の日、ゆりとめぐみがいつもの元気が無い事に気付いたが、自分が原因で悩み出している事に気付いていない。
和田はつね（わだ はつね）
声 - 生天目仁美
側車部顧問。教師。ゆりとめぐみの不仲に介入せずに見守っている。教師に就く前は洋子と組み、ニーラーのドライバーをしていた。

#### 放送部
蒔田あい（まきた あい）
声 - 徳井青空
放送部の部員。髪型はツインテール。普段はぼんやりしているが、マイクのスイッチが入ると雰囲気が一変して過激な実況を行う。
板垣ねね（いたがき ねね）
声 - 平田真菜
放送部の部員。女子アナウンサーになってグルメレポートをすることを夢見ている。主に解説を担当する。

#### 報道部
高田ひばり（たかだ ひばり）
声 - 中村桜
報道部の部員で、一眼レフカメラを愛用している。
中島つぐみ（なかじま つぐみ）
声 - 長縄まりあ
報道部の部員。主にニーラーの位置から追跡できる高度なドローンとビデオカメラを用いた撮影を行う。

### 三重県立 鈴鹿女学園 側車部
塩原ちゆき（しおばら ちゆき）
声 - ブリドカットセーラ恵美
ドライバー担当。
お嬢様育ちゆえにわがままなところがあるが、他人への気遣いはできる。当初はみさきを報酬と圧力で半ば強引にスカウトしていたが、次第に信頼するようになる。
永井みさき（ながい みさき）
声 - 戸松遥
パッセンジャー担当。
ちゆきのスカウトを受ける形でパッセンジャーを務めている。ちゆきとは対照的な家庭に生まれ育っており、スカウトを受ける前は家計を助けるためにアルバイトをしていた。

### 茨城県立 筑波女子高校 側車部
村田いずみ（むらた いずみ）
声 - 七瀬彩夏
ドライバー担当。わがままでドSな性格だが、なぎさのことを大切に思っている。
鈴木なぎさ（すずき なぎさ）
声 - 福圓美里
パッセンジャー担当。内気で臆病な性格であり、幼馴染であるいずみの高圧的な態度におびえていることが多い。いずみと立場が逆転した夢を見てしまう。

### 栃木県立 茂木女子高校 側車部
宍戸まりあ（ししど まりあ）
声 - 洲崎綾
ドライバー担当。ゆりあの双子の姉。親も間違えるほど妹に似ているところが次第にコンプレックスとなり、レース大会期間中に自分の殻を破る決意として妹と同じ長い髪を短く切る。
宍戸ゆりあ（ししど ゆりあ）
声 - 洲崎綾
パッセンジャー担当。まりあの双子の妹。似すぎた双子の姉が原因で失恋を経験している。

### 大阪府立 生駒女子高校 側車部
川真田かなえ（かわまた かなえ）
声 - 清水彩香
ドライバー担当。豪快な性格をしており、ボケ役を務めることが多い。蛸の髪飾りをしている。
栗林たまえ（くりばやし たまえ）
声 - 森島亜梨紗
パッセンジャー担当。主にツッコミ担当だが、失敗するとかなえに叱られる。タコ焼きの髪飾りをしている。

### 兵庫県立 多可女学園 側車部
片倉まお（かたくら まお）
声 - 志田有彩
ドライバー担当。宝塚の男役のような整った容姿と優雅な物腰から、同性のファンが多い。少しズレたところがある。
井関ひとみ（いせき ひとみ）
声 - 高垣彩陽
パッセンジャー担当。まおとは男女の仲のように親しい。

### 京都府立 天ヶ瀬女学園 側車部
天野ありす（あまの ありす）
声 - 吉岡麻耶
ドライバー担当。ゴスロリを好み、レース開始前まで自身をレースクイーンとしてレーシングスーツの上にゴスロリ衣装と厚底靴を着込み、乗車直前にそれらをワンタッチで外すことができる。
伊藤 くろす（いとう くろす）
声 - 花守ゆみり
パッセンジャー担当。ありす同様ゴスロリ愛好家で、同じくレース開始前はゴスロリ衣装を着ている。

### その他
日暮洋子（ひぐらし ようこ）
声 - 竹内恵美子
三宅島の駐在所に勤務する婦警。側車部を優しく見守る。レース大会ではイセッタのパトカーでコースマーシャルを務めるなどで運営を手伝っている。かつてははつねと組み、ニーラーのパッセンジャーをしていた。
バーチャル姉妹
声 - 小清水亜美（ベティ）、中村桜（ティナ）
マン島TTを制した、姉ベティと妹ティナの姉妹で、三宅島TTに参加するために来島中。ベティが茶髪でティナが金髪。ベティは棚橋の婚約者でもある。ゆりとめぐみがベティの前で棚橋の短所を散々言い馬鹿にした事でベティは2人に怒りを抱き、ティナ共々ゆりとめぐみとレースして勝利した。

## レーシングニーラー
レースではF2クラスのレーシングニーラーを使用する。
明日葉丸
三宅女子高校のレーシングニーラー。
カーナンバー77。白地に黄色と黄緑のライン、明日葉をデザイン化したマークと「明日葉丸」の文字が入る。
棚橋により、葉をちぎっても明日には新しい葉が生えてくる、三宅島名産の明日葉から名付けられる。

ライトニングトルネード
鈴鹿女学園のレーシングニーラー。
カーナンバー11。赤地に稲妻と竜巻をデザイン化したマークと「LIGHTNING TORNADE」の文字が入る。

アルスヴィズ号
筑波女子高校のレーシングニーラー。
カーナンバー33。濃い紫地に薄い紫のライン、馬と太陽をデザイン化したマークと「Alsvid」の文字が入る。
アルスヴィズとは北欧神話に登場する太陽の女神ソールが馭者をつとめる太陽の車を引く2頭の馬の1頭。

シングルデュエット
茂木女子高校のレーシングニーラー。
カーナンバー55。空色地に白とオレンジのライン、「SD」をデザイン化したマークと「SINGLE DUET」の文字が入る。

カゼノテンポイント
生駒女子高校のレーシングニーラー。
カーナンバー22。青地に白と黄色のダイヤと風をデザイン化したマークと「カゼノテンポイント」の文字と「KT」のマークが入る。

雪月花
多可女学園のレーシングニーラー。
カーナンバー44。灰色地に雪と月と花をデザイン化したマークと「雪月花」の文字が入る。

可憐なる煉獄の斬撃
天ヶ瀬女学園のレーシングニーラー。
カーナンバー66。漆黒地に側面に緋色のライン、グレーの3本ラインに3つの頭で赤い目の番犬をデザイン化したマークと「可憐なる煉獄の斬撃」の文字が入る。

## 用語
三宅島
アニメでの独自設定として、一般道が特別にスピード無制限となっており、レースシーズンには島外から多くのレーサーが練習に訪れる。レースの練習時間や大会中は一般道がコースに使われるために封鎖され、一般車は走れない。島独自の免許で、高校生でも自動車の運転が可能の様子。レース以外でレーシングニーラー（保安部品付き）を駆って一般道をヘルメットもレーシングスーツも無しで運転しても、警察には咎められない。
レーシングニーラー
サイドカー付きバイクをベースに開発され、右側のドライバーと左側のパッセンジャーがペアとなってひざまずく姿勢で乗ることから、ニーラー (Kneeler) と呼ばれているフレームから専用に作られた、競技用バイク。コーナリング中にパッセンジャーが大きく左右に体重移動を行いながらバランスとタイヤのグリップをコントロールし、特に左コーナーでは曲芸乗りのように身体を左に大きく乗り出すことで転倒を防止して走りの鍵を握り、ドライバーとパッセンジャーの息が合わないとレースを制することは不可能ということが、競技の醍醐味になっている。搭乗者の安全性は二の次で走行性能が追求され、搭乗者がうつ伏せで寝る体勢に近い姿勢で乗る、独特の低いフォルムを持っている。
ドライバーが落車した時の暴走対策として、手首につながった安全ピンが抜けるとキルスイッチが働いてエンジンが停止する仕組みになっている。ブレーキペダルとチェンジペダルが通常のバイクとは左右逆になっているのは、ドライバーの右足がバイクの外側で負傷しやすいので、負傷してブレーキペダルを踏めない最悪の事態を避けるため、バイクの内側に変えたことが理由である。

## スタッフ
- 原作 - にこいち[1]
- 監督 - 田村正文[1]
- シリーズ構成・脚本 - 高山カツヒコ[1]
- キャラクター原案 - Tiv[1]
- キャラクターデザイン - 澤入祐樹[1]
- 総作画監督 - 澤入祐樹（第2話を除く）、山吉一幸
- メカニックデザイン・メカ作画監督 - 氏家嘉宏[4]
- グラフィックコンセプトデザイナー - 根津孝太
- 色彩設計 - 平間夏美[4]
- 美術監督・美術設定 - 加藤浩[4]
- CG監督 - 中島竜生[4]
- 撮影監督 - 佐藤敦[4]
- 編集 - 坪根健太郎[4]
- 音響監督 - 亀山俊樹[1]
- 音楽 - 高橋諒[1]
- 音楽プロデューサー - 関根陽一
- 音楽制作 - ランティス[1]
- チーフプロデューサー - 安藤盛治、工藤大丈、斎藤滋、金子逸人
- プロデューサー - 吉沼忍、田村淳一郎、山崎史紀、寺部明伸、清水美佳、関根陽一、宮城惣次、木村香織、塩谷佳之、百田英生、大森慎司
- アニメーションプロデューサー - 金子逸人
- アニメーション制作 - SILVER LINK.[1]
- 製作 - 「つうかあ」製作委員会[1]

## 制作

### 企画
企画の立ち上げはSILVER LINK.のプロデューサー・金子逸人の提案から始まった。「女の子が部活でレースをする作品が少ない」と社内で話題となったことが本作のテーマへと繋がり、題材についてはF1やカートレースなど複数の候補があったものの、最終的には日本ではマイナーなサイドカーレーシングに決定した。

### スタッフィング
基本的には金子の判断によってスタッフが決まっているが、脚本の高山カツヒコのみフリューのプロデューサー・吉沼忍からの提案で決定した。
監督には『アンジュ・ヴィエルジュ』で監督を務めた田村正文が起用されている。田村には女の子を可愛く描くこだわりがとても強く、そのうえ乗り物好きでレースものの作品への参加を希望していたことから監督として最適だったと金子は語る。
キャラクター原案は『政宗くんのリベンジ』（原作漫画）の作画担当であるTivが起用されている。金子は「可愛い女の子をかける方にキャラクター原案を担当してほしかった」と強く思っていたことから彼女にオファー出し、起用に至った。

### キャラクター設定
主人公の二人に関しては「凸凹コンビを作る」という趣旨のもと設定が決められていく。これについて金子は以下のように語る。
また、二人のビジュアルについても「ゆりはガーリッシュ、めぐみはボーイッシュ」と正反対になっているが、これは田村のアイデアによって決まった。

### デザイン
本作のチームカラー、チームデザイン、ライダースーツは実際に乗り物のグラフィックデザイン担当するグラフィッカーを起用している。このこだわりについて吉沼はレース中におけるチームの識別のしづらさが解消される点をメリットとして挙げている。

## 主題歌
作詞はこだまさおり、作曲・編曲は高橋諒。
オープニングテーマ「Heart to Heart」
歌 - スフィア
第12話ではエンディング位置で使用された。
エンディングテーマ「Angelica Wind」（第1話 - 第11話）
歌 - Void_Chords feat. 宮田ゆり（古賀葵）&目黒めぐみ（田中あいみ）
挿入歌「Feel your breath」（第10話、第12話）
歌 - Void_Chords feat. 宮田ゆり（古賀葵）&目黒めぐみ（田中あいみ）
第10話ではイントロ部分のみ使用され、クレジットでの歌(歌手)の表記もなし。

## 各話リスト
| 話数 | サブタイトル                | 絵コンテ        | 演出     | 作画監督                                                                                  |
| ---- | --------------------------- | --------------- | -------- | ----------------------------------------------------------------------------------------- |
| #01  | Exhibition                  | 田村正文        | 田村正文 | 古谷梨絵 久松沙紀 飯飼一幸 栗西祐輔 細田沙織                                              |
| #02  | Shakedown                   | 田村正文 湊未來 | 伊部勇志 | 高橋瑞紀 水崎健太 山本貴則 上西麻耶 藁科将人                                              |
| #03  | Practise                    | 田村正文        | 井上圭介 | 池津寿恵 黒川あゆみ 古谷梨絵 寿夢龍 服部憲知 平山剛士 前原薫 薮田裕希                     |
| #04  | Swap Meet                   | 川口敬一郎      | 田村正文 | 澤入祐樹 野田めぐみ 平山剛士 船越麻友美 本多弘幸 村長由紀 本田創一 秋山宏 森本由布希      |
| #05  | Reverse Grid                | 田村正文        | 田村正文 | 澤入祐樹 山吉一幸 古谷梨絵 野田めぐみ                                                     |
| #06  | Dual Purpose                | 西田正義        | 伊部勇志 | 山吉一幸 久松沙紀 細田沙織 福地和浩 水崎健太 高橋瑞紀                                     |
| #07  | Side by Side                | 川口敬一郎      | 井上圭介 | 水崎健太 細田沙織 野田めぐみ 服部憲知 池津寿恵 古谷梨絵 前原薫 久松沙紀                   |
| #08  | Engage                      | 西田正義        | 西尾聡美 | 船越麻友美 秋山宏 久松沙紀 水崎健太 細田沙織 古谷梨絵                                     |
| #09  | Mad Saturday                | 湊未來          | 伊部勇志 | 澤入祐樹 古谷梨絵 上西麻耶                                                                |
| #10  | Replay Log Data             | 田村正文        | 井上圭介 | 薮田祐希 水崎健太 前原薫 久松沙紀 細田沙織                                                |
| #11  | Blue Flag                   | 西田正義        | 伊部勇志 | 久松沙紀 重国浩子 本多弘幸 高橋瑞紀 水崎健太 細田沙織 今田茜                              |
| #12  | Ladies, Start Your Engines! | 田村正文        | 田村正文 | 古谷梨絵 久松沙紀 山吉一幸 細田沙織 水崎健太 平山剛士 前原薫 澤入祐樹 船越麻友美 高橋瑞紀 |

## 放送局
| 放送期間                  | 放送時間                     | 放送局     | 対象地域 | 備考                        |
| ------------------------- | ---------------------------- | ---------- | -------- | --------------------------- |
| 2017年10月8日 - 12月24日  | 日曜 0:00 - 0:30（土曜深夜） | AT-X       | 日本全域 | CS放送 / リピート放送あり   |
| 2017年10月10日 - 12月26日 | 火曜 0:30 - 1:00（月曜深夜） | TOKYO MX   | 東京都   |                             |
|                           |                              | KBS京都    | 京都府   |                             |
|                           |                              | サンテレビ | 兵庫県   |                             |
|                           |                              | BSフジ     | 日本全域 | BS放送 / 『アニメギルド』枠 |

インターネットでは、AbemaTVにて地上波放送と同時に特別先行配信される。 また、dアニメストアにて毎週金曜日に配信。

## BD / DVD
| 巻 | 発売日         | 収録話         | 規格品番  | 規格品番   |
| 巻 | 発売日         | 収録話         | BD        | DVD        |
| -- | -------------- | -------------- | --------- | ---------- |
| 1  | 2017年12月22日 | 第1話 - 第4話  | KAXA-7581 | KABA-10581 |
| 2  | 2018年2月23日  | 第5話 - 第8話  | KAXA-7582 | KABA-10582 |
| 3  | 2018年4月25日  | 第9話 - 第12話 | KAXA-7583 | KABA-10583 |

## Webラジオ
『つうかあらじお〜二人じゃないとしゃべれない!〜』は、2017年9月25日から2018年1月15日にかけて音泉にて毎週月曜に配信された番組。パーソナリティは宮田ゆり役の古賀葵と目黒めぐみ役の田中あいみ。

## 漫画
『月刊コミックアライブ』（KADOKAWA・メディアファクトリーブランド）2017年11月号から2018年3月号まで、えろ豆によるスピンオフ4コマ『つうかあ えぶりでぃ』が連載された。また、しのはらしのめによる本編のコミカライズ『つうかあ』が『ComicWalker』（KADOKAWA）において2017年10月7日から2018年5月20日まで連載されていた。
- しのはらしのめ『つうかあ』、KADOKAWA〈MFC〉
  1. 2017年12月13日発売[13]、ISBN 978-4-04-069650-8
  2. 2018年6月23日発売[14]、ISBN 978-4-04-069882-3
- えろ豆『つうかあ えぶりでぃ』、KADOKAWA〈MFコミックス アライブシリーズ〉、2018年2月23日発売[15]、ISBN 978-4-04-069798-7